# Tenisová sezóna Rogera Federera 2013
Tenisová sezóna Rogera Federera 2013 znamenala pro švýcarského tenistu výsledkově nejhorší rok od sezóny 2001. Dosáhl na jediný titul z halleského Gerry Weber Open po finálové výhře nad Michailem Južným. Tím si z dvouhry připsal 77. kariérní trofej a zařadil se na 3. místo statistik otevřené éry po bok Američana Johna McEnroea.
Na Grand Slamu se probojoval nejdále do semifinále Australian Open, v němž nestačil na Andyho Murrayho. Naopak nejkratší účinkování prožil na travnatém Wimbledonu. Během tzv. „černé středy“ skončil již ve druhém kole na raketě Ukrajince Sergije Stachovského z druhé světové stovky. Poprvé od roku 2002 si tak nezahrál žádné finále na turnajích velké čtyřky. Bodová ztráta způsobila, že po srpnovém Cincinnati Masters klesl na 7. místo žebříčku ATP, nejhorší postavení za posledních jedenáct let kariéry.
Jako poražený finalista odešel z římského Internazionali BNL d'Italia po prohře s Nadalem a z halového Swiss Indoors v rodné Basileji, kde nestačil na Argentince Juana Martína del Potra. Přesto účast v přímém boji o titul na basilejské události znamenala vyrovnání Villasova rekordu otevřené éry, když se Federer probojoval desetkrát do finále jediného turnaje.
V polovině října oznámil ukončení více než tříleté spolupráce s americkým trenérem Paulem Annaconem, pod jehož vedením hrál od léta 2010. Na sklonku nejhorší sezóny za poslední dekádu tak jediným koučem zůstal Švýcar Severin Lüthi, který byl součástí týmu nepřetržitě od roku 2007.
Pojedenácté v řadě si zahrál semifinále Turnaje mistrů, kde jej vyřadila světová jednička a velký soupeř na okruhu Rafael Nadal. Zisk 400 bodů znamenal konečnou 6. příčku ve světové klasifikaci.

## Přehled sezóny

### Zimní sezóna na tvrdém povrchu

#### Australian Open
Sezónu odstartoval na lednovém grandslamu Australian Open v Melbourne Parku, kde se v předešlém ročníku probojoval do semifinále.
Z  pozice turnajové dvojky neztratil v úvodních čtyřech kolech žádný set a ani jediné podání. Nejdříve přehrál Francouze z konce elitní světové padesátky Benoîta Paireho. Poté si poradil s dlouhodobým soupeřem Nikolajem Davyděnkem, kterému patřila čtyřicátá příčka žebříčku ATP. Ve třetí fázi zvládl duel se zlepšujícím se Australanem Bernardem Tomicem, když mu v otevírací hře prolomil podání. Dvougamový náskok proměnil v zisk prvního setu. Ve druhé sadě australský hráč odvrátil hrozbu šesti breakbolů, ale přes počáteční vedení v tiebreaku jej ztratil. Třetí dějství mělo jednoznačný průběh. Švýcar dvakrát prolomil soupeřův servis a Tomicovi dovolil uhrát pouze jednu hru. Za méně než dvě hodiny postoupil do osmifinále. V něm porazil bez ztráty setu světovou patnáctku, Kanaďana Milose Raonice, kterému nepomohl ani dělový servis s 19 zahranými esy.
Účast mezi poslední osmičkou tenistů znamenala Federerovo prodloužení historického rekordu, když se ve čtvrtfinále Grand Slamu objevil po třicáté páté za sebou. Šňůru započal ve Wimbledonu 2004. O postup do semifinále se utkal s francouzskou jedničkou a světovou osmičkou Jo-Wilfriedem Tsongou. V úvodním setu si oba vzali po jednom podání a závěrečná zkrácená hra připadla Švýcarovi. Ve druhé sadě francouzský hráč využil nevynucených chyb soupeře a jediný break mu dopomohlke srovnání skóre na 1:1. Třetí dějství kopírovalo úvodní, když si oba vzájemně prolomili po jednom servisu a tiebreak opět vyzněl ve prospěch turnajové dvojky. Ve čtvrtém setu dokázal Tsonga odvrátit tři breakboly. Sám jeden proměnil, což mu postačovalo k prodloužení klání. V pátém setu byl úspěšnější basilejský rodák, když prolomil soupeřovo podání a dvougamový náskok již nepustil. Po třech a půl hodinách proměnil čtvrtý mečbol. Postoupil tak do svého desátého semifinále Australian Open v řadě.
V něm byl nad jeho síly třetí hráč světa Andy Murray, s nímž svedl druhou pětisetovou bitvu na turnaji. Poté, co měl Švýcar problémy s prvním servisem, ztratil úvodní sadu rozdílem dvou her. Druhou si připsal po soupeřových chybách v tiebreaku. Skotský tenista obnovil vedení po třetím dějství, v němž mu pomohly dva tzv. „velké míče“ zahrané na čáru. Jediný získaný servis protivníka znamenal vedení 2:1. Na úvod čtvrtého setu to byl však Federer, jenž prorazil podání. Díky další nevynucené chybě však o výhodu dvougamového náskoku přišel. Sada dospěla do zkrácené hry, v níž Švýcar ani pošesté na turnaji nezaváhal. V rozhodující páté fázi však nebyl schopen čelit esům a Murrayho vítězným míčům, kterými na dvorci dominoval. Skot proměnil dvě breakové příležitosti a po čtyřech hodinách postoupil do finále.

#### Rotterdam Open
Po návratu na evropský kontinent se druhou událostí roku stal únorový ABN AMRO World Tennis Tournament v Rotterdamu, kam přijížděl jako obhájce titulu. Za méně než hodinu v prvním kole vyřadil Slovince Grega Žemlju po dvousetovém průběhu. Ani v dalším měření sil proti nizozemskému hráči z druhé stovky Thiemu de Bakkerovi, hrajícímu na divokou kartu, neztratil set.
Ve čtvrtfinále jej čekal 39. tenista klasifikace Julien Benneteau z Francie. Po nevynucených chybách přišel o podání, které znamenalo soupeřovo vedení 1:0 na sety. Švýcar se snažil vrátit do utkání, ovšem nedokázal využít breakovou příležitost, a sám v koncovce sady ztratil další servis.

#### Dubai Tennis Championships
Po nepřesvědčivém rotterdamském výkonu zavítal opět v roli obhájce titulu na Dubai Tennis Championships. Jako druhý nasazený na úvod čelil 128. muži žebříčku, Tunisanu Maleku Džazírímu, který od pořadatelů obdržel divokou kartu. Pomalejší vstup do turnaje soupeř využil proměněním jediného breakbolu, který Švýcar v utkání nabídl. Džazírímu daný break stačil k vedení 1:0. Následně se obraz hry změnil a favorit již na dvorci dominoval, když vyhrál dvanáct ze zbylých čtrnácti her. Ve druhém kole si poradil se Španělem Marcelem Granollersem, když si v každé sadě připsal po jednom prolomeném podání. Podruhé v sezóně pak přehrál Rusa Nikolaje Davyděnka, tentokrát hladce za necelou hodinu. Soupeři dovolil v každém dějství uhrát jen dva gamy. Konečnou fází se stalo semifinále, v němž po vyrovnaném průběhu nestačil na světovou šestku a třetího nasazeného Tomáše Berdycha. V tiebreaku druhého setu navíc Švýcar promarnil nabídku tří mečbolů.

#### BNP Paribas Open
Na premiérový turnaj série Masters 1000 sezóny – BNP Paribas Open, konaný v první polovině března na dvorcích kalifornského Indian Wells, přijížděl v pozici obhájce titulu. Ani potřetí v roce však nedokázal úlohu naplnit.
Po volném losu si ve druhém kole poradil s Uzbekem Denisem Istominem, jenž figuroval na konci elitní světové padesátky. Po ztrátě pěti gamů postoupil za necelou hodinu do třetí fáze, kde si bez potíží poradil s chorvatským tenistou Ivanem Dodigem, jenž dokázal Švýcarovi uzmout o jednu hru méně než Uzbek.
V osmifinále změřil síly s krajanem a 18. mužem žebříčku Stanislasem Wawrinkou, který prožíval nejlepší sezónu dosavadní kariéry. Po vyrovnané třísetové bitvě postoupil mezi poslední osmičku. Přesto mohl utkání ztratit, když mu Wawrinka ve třetí sadě prolomil servis a dostal se do „trháku“. Zkušený Federer se však do zápasu vrátil a v jeho závěru získal rozhodující break. Do čtvrtfinálové klání proti hlavnímu rivalovi na okruhu Rafaelu Nadalovi, jemuž aktuálně patřila pátá pozice, vstupoval se zraněnými zády. Poranění si přivodil v předešlém duelu. Na Španělovu hru však nedokázal najít recept. Podlehl mu ve dvou sadách, když celkem uhrál šest gamů.
Po vyřazení se odhodlal ke dvouměsíčnímu odpočinku od sportu, který měl naplánovaný. Vynechal tak povinnou událost Masters 1000 (mandatory event) na turnaji Miami Masters poté, co obdržel výjimku od ATP, která starším tenistům umožňovala nárok na odpočinek. Vynechal také další turnaj série Masters 1000 Monte-Carlo Rolex Masters.

### Jarní antuková sezóna

#### Mutua Madrid Open
V první polovině května se objevil na antukovém Mutua Madrid Open, kde obhajoval titul.
Po volném losu zvládl utkání se 48. hráčem žebříčku Radkem Štěpánkem, když český tenista dokázal v každé sadě uhrát tři hry. V úvodním setu následujícího zápasu využil Japonec Kei Nišikori breakbol a dostal se do vedení 1:0. Švýcar se vrátil do utkání přesnými a tvrdými míči, které znamenaly sérii pěti gamů v řadě a vynucení si třetího dějství. V něm se však dopustil příliš mnoha nevynucených chyb a nefungoval mu ani servis. Japonská jednička tak poprvé v kariéře slavila vítězství. Pro Švýcara porážka znamenala nejrychlejší vyřazení na tomto turnaji od sezóny 2003, kdy byl hrán ještě jako Stuttgart Masters.

#### Internazionali BNL d'Italia

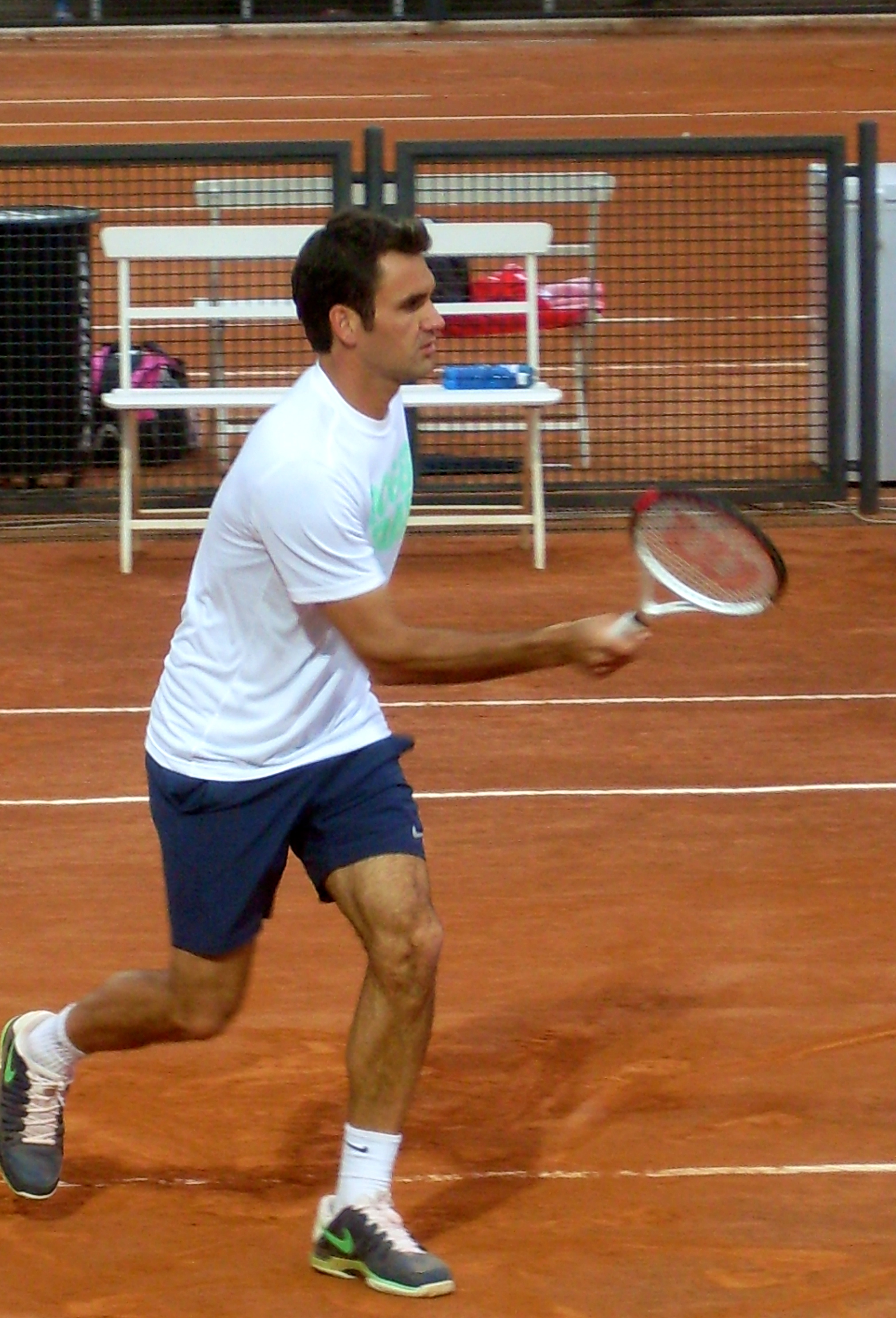
Během tréninku na Rome Masters

Na římské antuce Internazionali BNL d'Italia hodlal vylepšit semifinálovou účast z předcházejícího ročníku.
Po volném losu zdolal bez zaváhání Itala Potita Staraceho z konce třetí světové stovky, když na podání ztratil pouze sedm míčů a soupeři čtyřikrát prolomil servis. Za 51 minut postoupil do druhého kola. V něm vyřadil 17. tenistu žebříčku Gillese Simona stejným poměrem jako Staraceho, když na něj protivník uhrál jen tři gamy. Ve čtvrtfinále přešel přes Poláka Jerzyho Janowicze. V úvodním dějství si oba zpočátku drželi podání. Až v závěru se Švýcarovi naskytla breakbolová příležitost, kterou využil a ujal se vedení. V první hře následující sady to byl naopak polský hráč, jenž prolomil podání. Výhodu však nezužitkoval, když ztracený servis Federer vybojoval zpět. Zápas pak rozhodl ve svůj prospěch zvládnutou zkrácenou hrou.
Mezi poslední čtyřkou hráčů narazil na 36. tenistu světa Benoîta Paireho, jenž se rychle dostal do dvougamového vedení. Basilejský rodák však poměr her vyrovnal a díky výhře v tiebreaku nejtěsnějším dvoubodovým poměrem šel do vedení. Krátce po vstupu do druhé sady pak Francouzi sebral servis, což rozhodlo o jeho postupu do premiérového finále probíhající sezóny. Bitva o titul přinesla z jeho strany řadu nevynucených chyb. Po strojovém výkonu favorizovaného Španěla Rafaela Nadala utržil hladkou porážku. V hodinu trvajícím duelu ztratil pětkrát podání a připsal si jen čtyři gamy.

#### French Open
Na pařížském grandslamu French Open obhajoval semifinálovou účast, kde se v závěru května objevil jako druhý nasazený hráč.
V úvodních dvou kolech bez potíží přehrál kvalifikanty z dolní poloviny druhé stovky žebříčku. Prvním poraženým se stal Španěl Pablo Carreño-Busta, proti němuž využil všech sedm breakbolových šancí. Po výhře nad indickým olympionikem Somdevem Devvarmanem, s nímž ztratil pouze pět her, postoupil do třetí fáze. V ní jej čekal třicátý nasazený Julien Benneteau z Francie. Švýcar mu vrátil čerstvou rotterdamskou porážku. Po rychlém prolomení Francouzova podání v úvodu, odskočil basilejský rodák do dvougamového náskoku, jenž proměnil v zisk první sady. I poté na dvorci dominoval a bez ztráty setu postoupil mezi poslední šestnáctku hráčů.

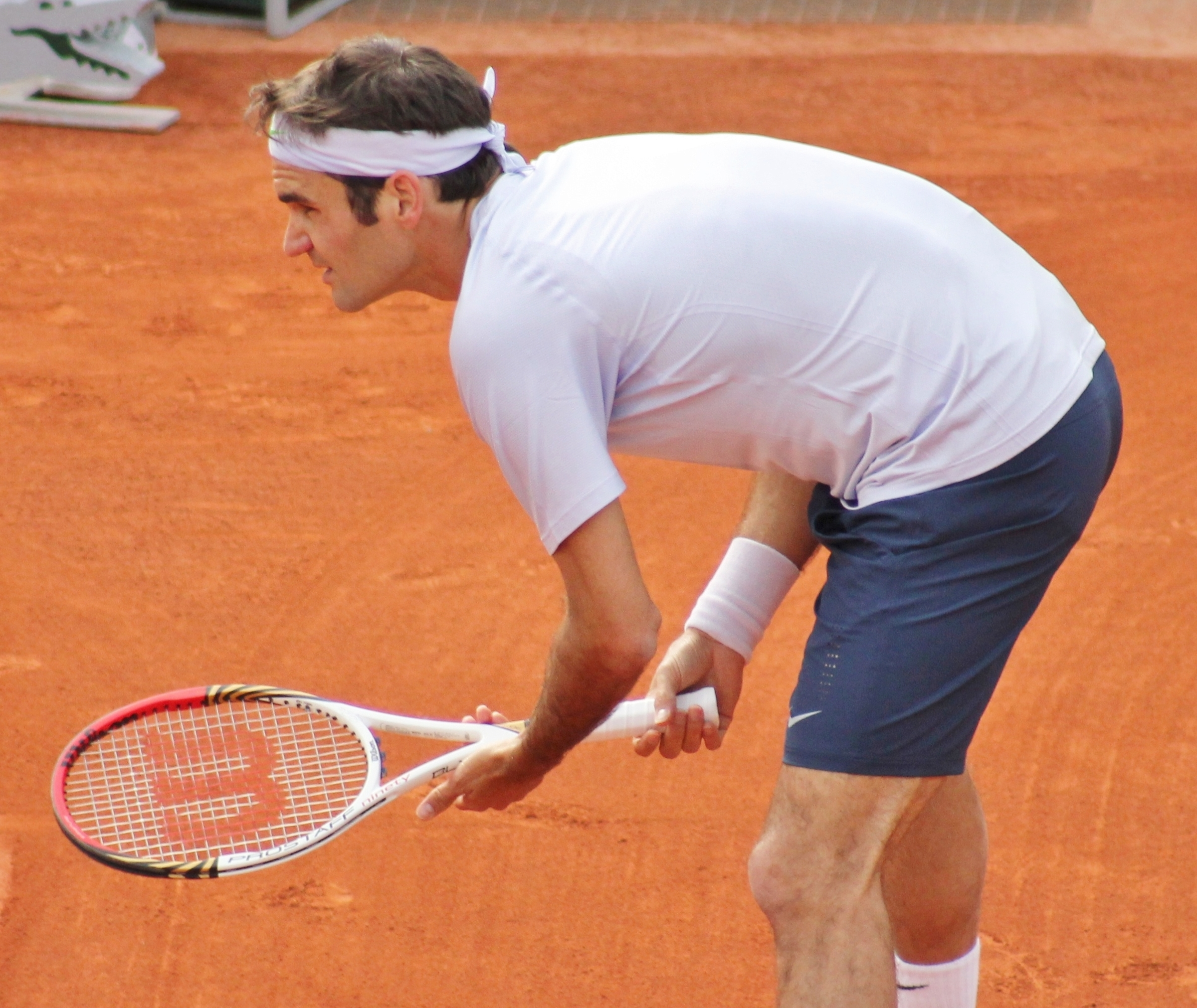
Příjem na French Open

Ani další zástupce francouzského tenisu, patnáctý nasazený Gilles Simon, nenašel na Švýcara recept, když mu podlehl v pětisetové bitvě. Po drtivém nástupu do zápasu a zisku úvodní sady, polevil Federer v koncentraci a druhé dějství připadlo soupeři podporovaného pařížským publikem. Simon zužitkoval nevynucené chyby, které začal protivník kupit a třetí set získal se ztrátou pouhých dvou her. Na prahu vypadnutí se podařilo basilejskému rodáku vrátit do utkání, když srovnal stav setů na 2:2. Postup do čtvrtfinále si pohlídal rychlým breakem v rozhodujícím dějství a duel bez dalšího zaváhání doservíroval. Stal se tak čtvrtým tenistou historie, který na okruhu ATP Tour vyhrál 900. zápas.
Mezi posledními osmi jej čekal třetí Francouz v řadě, světová osmička Jo-Wilfried Tsonga. Po časné ztrátě podání přišel o úvodní set. Herní pohodu nenalezl ani v dalším průběhu klání, když se dopustil více jednoduchých chyb. Po porážce 0:3 na sety grandslam opustil. Přesto 36. účast ve čtvrtfinále Grand Slamu v řadě znamenala prodloužení rekordu.

### Sezóna na trávě

#### Gerry Weber Open
Část roku hranou na trávě otevřel tradičně na německém Gerry Weber Open v Halle, kde předešlou sezónu došel do finále.
Jako turnajová jednička měl v úvodním kole červnové události volný los. Ve druhém si poradil s Němcem Cedrikem-Marcelem Stebem, startujícím na divokou kartu. Favorit se zpočátku potýkal s horším prvním podáním a vyrobil také několik nevynucených chyb. Výhodu prolomeného podání nedokázal Stebe v první sadě využít, když o něj sám přišel. Federer byl přesto dvorci lepším hráčem a soupeře z druhé světové stovky porazil. Dosáhl tak jubilejní 40. vítězství na Gerry Weber Open. Také ve čtvrtfinále jej vyzval německý hráč z druhé stovky, jenž od pořadatelů obdržel divokou kartu. Mischovi Zverevovi uštědřil debakl, když vyhrál za čtyřicet minut dvěma „kanáry“. Podruhé ve své kariéře zvítězil poměrem 6–0 a 6–0. Navázal tak na výhru z Turnaje mistrů 2005, kde stejným poměrem zdolal Argentince Gastóna Gaudia.
V semifinále jej vyzvala světová jedenáctka a turnajová trojka Tommy Haas z Německa. Ve vyrovnané první sadě přišel Švýcar o servis v šesté hře a po bezchybném výkonu soupeře prohrál celý set. Ve druhém naopak získal rychlý break, který zužitkoval ve vyrovnání na 1:1 a vynucení rozhodujícího dějství. Opět jediné prolomené podání Federerovi stačilo k postupu do druhého finále v roce. Do duelu s 29. mužem světové klasifikace Michailem Južným vstoupil promarněnými breakbolovými šancemi a nevynucenými chybami. Rus vyhrál set až v tiebreaku rozdílem dvou míčů. První nasazený poté zlepšil hru a díky proměněným breakbolům otočil průběh ve svůj prospěch. Jediný titul sezóny znamenal celkově 77. turnajové vítězství ve dvouhře, čímž se posunul na 3. místo statistik otevřené éry po bok Američana Johna McEnroea. Z halleské události si odvezl rekordní šestou trofej a první od roku 2008.

#### Wimbledon
Na wimbledonskou trávu vstupoval v roli třetího nasazeného a obhájce titulu. Mohl se tak pokusit vyrovnat mužský rekord osmi singlových titulů z jediného Grand Slamu, který o dva týdny dříve ustavil Rafael Nadal na French Open.
V otevíracím duelu smetl za více než hodinu Rumuna Victora Hănesca, který mu dokázal sebrat jen pět her. Následně se utkal se 116. mužem klasifikace Sergijem Stachovským z Ukrajiny. Ve čtyřestovém duelu byly odehrány tři tiebreaky, které skončily vždy poměrem míčů 7:5. První z nich si připsal Švýcar, jenž se ujal vedení 1:0 na sety. Druhé dějství naopak připadlo obráceným výsledkem Ukrajinci. V závěru třetí sady pak soupeř dokázal prolomit Švýcarovo podání a překvapivý postup završil ve čtvrté sadě zvládnutou zkrácenou hrou. Federer nedokázal vyhrát několik klíčových míčů a završil rekordní sérii 36 účastí ve čtvrtfinále Grand Slamu bez přerušení, kterou započal v All England Clubu o devět let dříve. Porážka také představovala jeho nejčasnější vypadnutí na Grand Slamu od French Open 2003. Zároveň byla první prohrou s hráčem mimo elitní světovou stovku žebříčku, když naposledy předtím jej takový tenista vyřadil v roce 2005. Jednalo se o Richarda Gasqueta, jemuž tehdy patřilo 101. místo. V souvislosti s Nadalovou prohrou v úvodním kole představoval Wimbledon 2013 jejich první grandslamový start, v němž nevydržel ani jeden z dvojice do druhého hracího týdne. Vzhledem k dalším porážkám, skrečím a odstoupením favoritů, přejmenovala média třetí hrací den na „černou středu“.

### Letní antuková sezóna
Před letní sérií US Open hranou na amerických betonech se Federer rozhodl startovat na dvou antukových turnajích v Evropě, kde vyzkoušel novou raketu s větší plochou hlavy.

#### bet-at-home Open – German Tennis Championships
Na červencový bet-at-home Open – German Tennis Championships, probíhající v Hamburku, obdržel divokou kartu. V letech, kdy turnaj patřil do série Masters 1000, na něm čtyřikrát triumfoval. Naposledy předtím na hamburské antuce startoval v sezóně 2008, kdy došel do finále. Před svým prvním zápasem ohlásil změnu rakety, kterou provedl podruhé v kariéře. První uskutečnil v roce 2002 také před událostí v Hamburku. Nová raketa měla větší úderovou hlavu o povrchu 635 cm2 (velikost „midplus“ proti předchozí „midsize“ o ploše 581 cm2).
Jako turnajová jednička měl v úvodní fázi volný los. Ve druhém kole si poradil s Němcem Danielem Brandsem a po třech setech dosáhl premiérové výhry s novou raketou. Ve třetím kole zdolal Jana Hájka z druhé stovky žebříčku, přestože nevyužil několik breakbolů i mečbolů. Ve čtvrtfinále jej vyzval německý tenista uzavírající elitní padesátku světové klasifikace Florian Mayer, který mu sebral úvodní sadu. Průběh zápasu však Švýcar dokázal otočit a postoupit do semifinále. V něm mu překvapivou stopku vystavil argentinský kvalifikant Federico Delbonis, figurující na 114. příčce žebříčku. Federer neproměnil breakboly ani nabízený setbol. Dvě nezvládnuté zkrácené hry znamenaly opuštění turnaje.

#### Crédit Agricole Suisse Open Gstaad
V navazujícím červencovém týdnu zavítal na Crédit Agricole Suisse Open Gstaad, kterého se účastnil v roli nejvýše nasazeného hráče, opět startujícího na divokou kartu. Jednalo se o jeho první účast na gstaadském Swiss Open od roku 2004. Na dvorci arény Roye Emersona obdržel od pořadatelů dar v podobě švýcarské krávy pojmenované „Desiree“. Na stejném kurtu již deset let předtím získal krávu „Juliette“, jako dárek k prvnímu wimbledonskému titulu.
Po volném losu mu ve druhém kole vrátil týden starou porážku Němec Daniel Brands, když jej vyřadil po třísetovém průběhu. Federer tak prohrál první otevírací zápas od Rome Masters 2010, kde nestačil na Gulbise. Po vypadnutí sdělil, že v Hamburku utrpěl vážné poranění zad, které si vyžádalo protizánětlivou léčbu a tréninkový výpadek.
Po překvapivých porážkách od níže postavených hráčů Švýcar na adresu nové rakety sdělil: „V současnosti jsem s tou změnou spokojený. Ale potřebuji s ní odehrát na kurtu hodně hodin, abych zjistil, jestli to bylo správné rozhodnutí. Zatím jsem se nerozhodl, jestli s touhle raketou budu hrát na US Open. Musím to promyslet.“

### US Open Series

#### Western & Southern Open
Letní sezónu na amerických betonech rozehrál v srpnu na Western & Southern Open v Cincinnati, když se rozhodl vynechat předcházející Canada Masters.

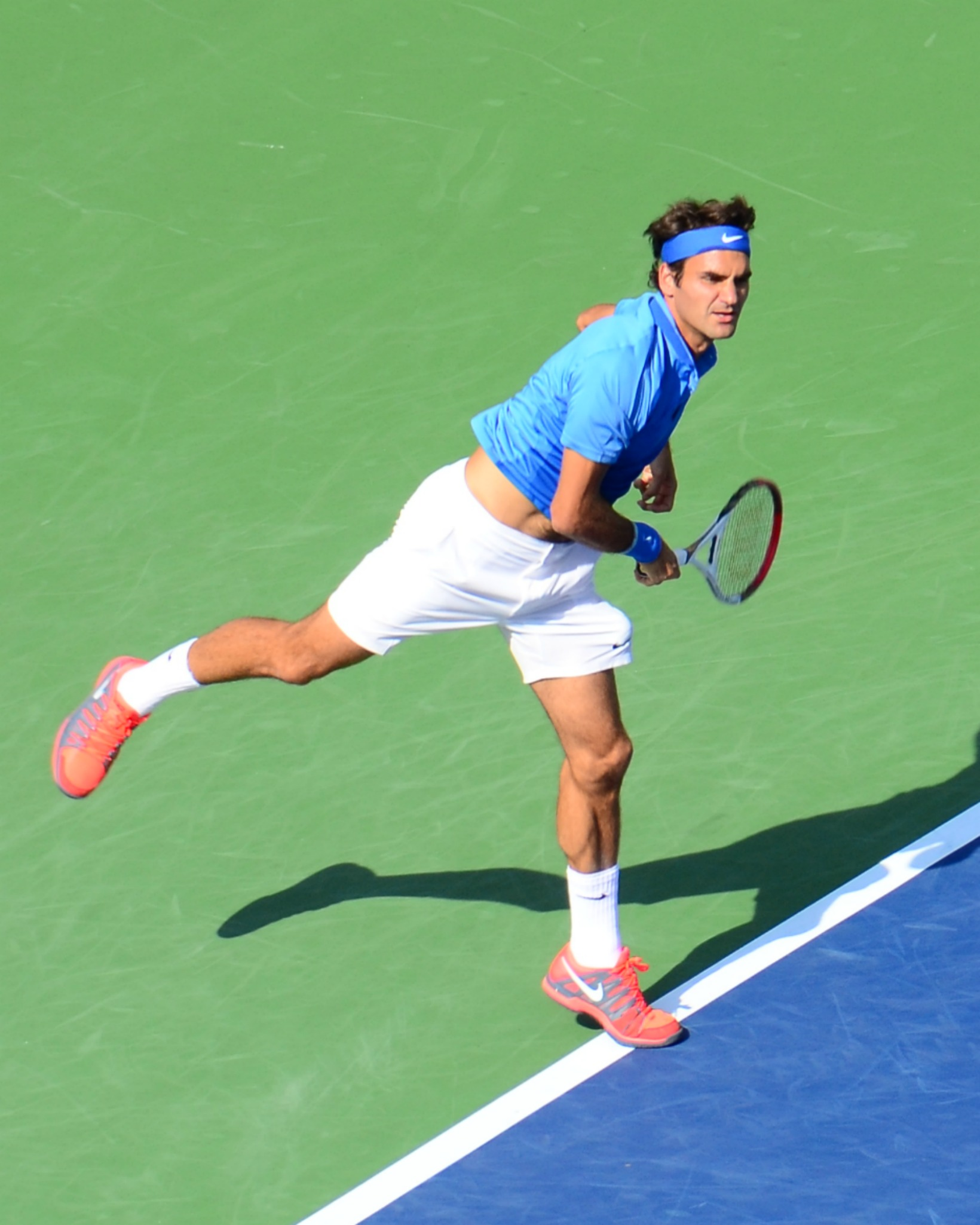
Podání na US Open

Jako pátý nasazený měl volný los do druhého kola. V roli obhájce titulu zvládl svůj úvodní zápas proti německému hráči z třetí desítky Philippu Kohlschreiberovi. Po prolomeném podání si Švýcar připsal úvodní sadu. Druhá dospěla do tiebreaku, v níž favorit dokázal proměnit druhý mečbol a udržel tak s tímto tenistou sedmizápasovou neporazitelnost. Před turnajem se rozhodl vrátit ke starému typu rakety Pro Staff 6.1 90 BLX s menší úderovou plochou hlavy o povrchu 581 cm2 (velikost „midsize“), váze 364 gramů (kategorie „heavy“ nad 320 gramů) a šířce rámu 17,5 milimetrů. Po výhře nad Kohlschreiberem k výměně raket uvedl: „Po US Open zase bude více času. Teď ale potřebuju všechno zjednodušit a hrát s tím, co znám nejlíp.“
Blízko vyřazení se ocitl ve třetím kole s dalším Němcem a světovou třináctkou Tommym Haasem, když v úvodní sadě uhrál pouze jeden game a ve druhé měl soupeř výhodu breaku. Přesto její průběh dokázal otočit, když zvládl koncovku. Ve třetím setu prolomil Haasův servis a za necelé dvě hodiny slavil postup do čtvrtfinále.
Mezi poslední osmičkou jej čekala světová trojka Rafael Nadal, zažívající úspěšný návrat po dlouhodobém zranění. V úvodní sadě předváděl Federer kvalitní agresivní hru s přesnými míči a náběhy na síť, které mu vynesly vedení 1:0, když vzal Španělovi v jejím závěru podání. Další příležitosti sebrat supeřovo podání ve druhé sadě nevyužil a málo chybující Nadal se začal prosazovat. Basilejský rodák začal kupit více nevynucených chyb. Na konci druhé a začátku třetí sady mu odešel první servis, čehož soupeř využil. Přestože dokázal při Nadalově podání odvrátit čtyři mečboly, pátý již znamenal vyřazení z turnaje a pád na 7. místo žebříčku ATP, nejhorší postavení za posledních jedenáct let kariéry. Hůře klasifikován naposledy předtím byl 28. října 2002, kdy mu patřila 8. příčka.

#### US Open

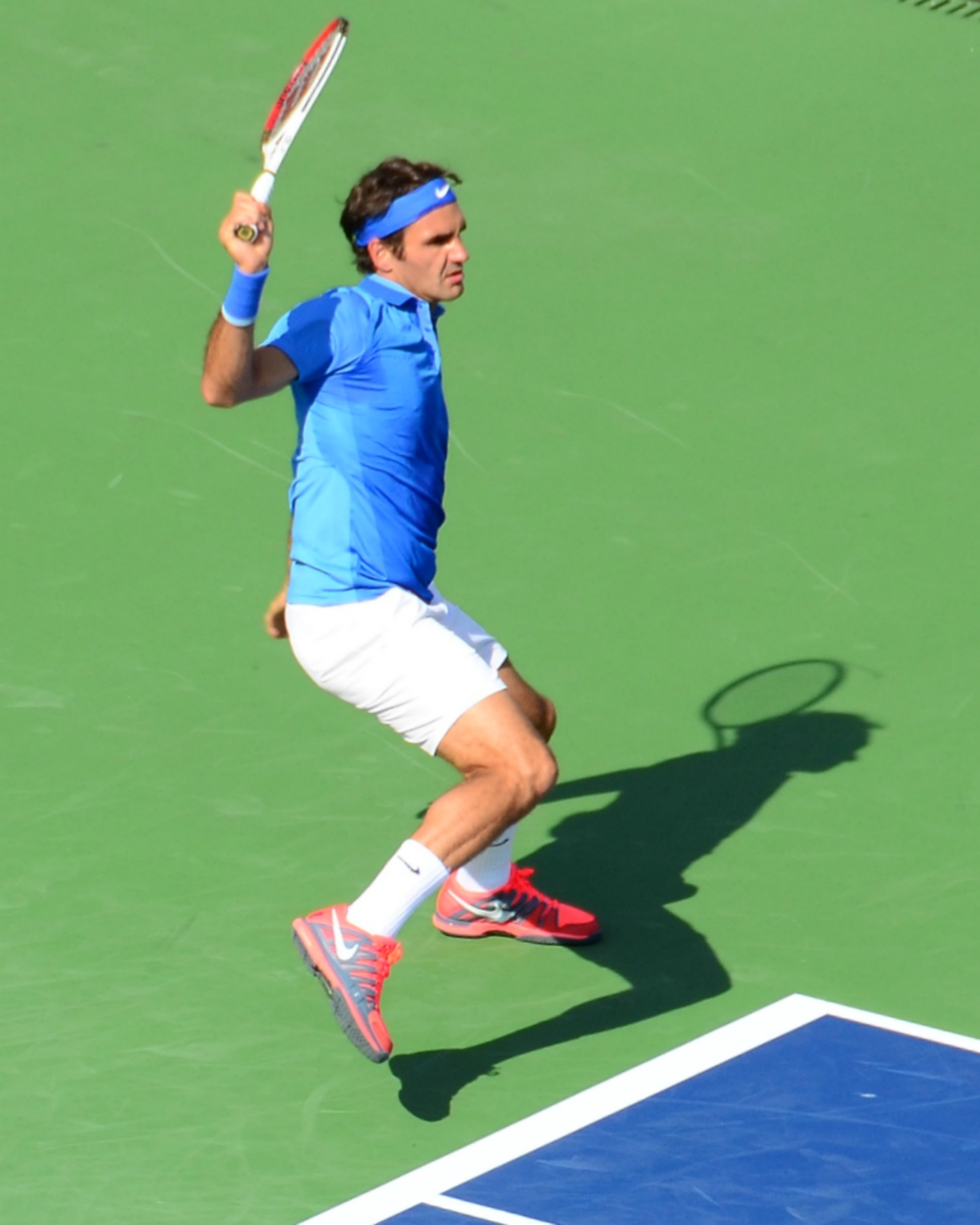
Jednoručný bekhend na US Open

Jako turnajová sedmička zavítal na newyorský grandslam US Open, kde se v úvodní fázi podruhé v roce střetl se Slovincem Gregou Žemljou. Přes výpadek koncentrace ve třetím setu, kdy ztratil jedno podání, potvrdil úlohu favorita, a bez problémů prošel do druhého kola. Ani v něm mu nedokázal sebrat set 48. muž světové klasifikace Carlos Berlocq z Argentiny. Za více než hodinu a půl proměnil mečbol a po jednoznačném průběhu zápasu, v němž přišel pouze o šest gamů, jej vyzval Francouz Adrian Mannarino z druhé poloviny elitní stovky hráčů. Ve druhé sadě uštědřil protivníkovi „kanára“ a po ztrátě pěti her vkročil do osmifinále. V něm však nedokázal uhrát ani jeden set na španělského antukáře Tommyho Robreda, kterého předtím desetkrát v řadě porazil a překvapivě vypadl.

### Podzimní sezóna

#### Shanghai Rolex Masters
Podzimní sezónu odstartoval na svém druhém asijském turnaji v roce, říjnovém Shanghai Rolex Masters, v Čínské lidové republice. Po volném losu si ve druhé fázi poradil s 22. italským hráčem světa Andreasem Seppim bez ztráty setu. V následujícím kole mu ale stopku vystavil Gaël Monfils, který byl o dvacet míst žebříčkově hůře postavený než Ital. Po třísetovém průběhu s ním podruhé v kariéře prohrál, když předtím na něj nestačil v semifinále Paris Masters 2010. Přesto dále udržel významně vyšší aktivní bilanci výher 6–2.

#### Swiss Indoors
Na konci října zavítal do rodné Basileje na Swiss Indoors. Před turnajem oznámil ukončení více než tříleté spolupráce s americkým trenérem Paulem Annaconem, pod jehož vedením hrál od léta 2010. Přes výsledkově nejhorší sezónu 2013 za poslední dekádu, hodnotil Federer spolupráci s Američanem pozitivně, protože společně dosáhli dvou hlavních cílů: návratu na pozici světové jedničky (a překonání historického rekordu v délce setrvání na čele) a výhru 17. grandslamové trofeje. Basilejský rodák na svém webu doslova uvedl: „Navázali jsme spolupráci s vizí tříletého plánu, který zahrnoval zisk dalšího Grand Slamu a návrat na první místo žebříčku. Mezi mnoha dalšími se tyto dva hlavní cíle podařilo splnit.“ Jediným trenérem hráče tak nadále zůstal Švýcar Severin Lüthi, který ve Federerově týmu působil nepřetržitě od sezóny 2007. 
V pozici turnajové trojky si na úvod poradil, stejně jako na US Open, s Adrianem Mannarinem. Po necelých dvou hodinách zdolal ve druhém kole Uzbeka Denise Istomina, když musel dohánět jednosetovou ztrátu. Ve čtvrtfinále přehrál poprvé v kariéře osmého nasazeného Bulhara Grigora Dimitrova, přezdívaného „Baby Federer“. Ve druhém setu však musel smazat ztrátu podání a postup si vydobyl až zvládnutou zkrácenou hrou.
Vyrovnaný průběh mělo semifinále, v němž vyřadil Kanaďana s českými předky Vaska Pospisila, hrajícího druhou polovinu roku ve své nejlepší formě. Po lehčí úvodní sadě, kdy Švýcar soupeři dvakrát sebral servis, nedokázal dopodávat druhý set. Po prohraném tiebreaku si kanadský tenista vynutil třetí dějství, v jehož úvodu šel navíc do dvougamového trháku. Basilejský rodák si však ztracené podání vzal zpět a koncovku pak zvládl díky dalšímu prolomenému servisu. V boji o titul se pak utkal s nasazenou jedničkou Juanem Martínem del Potrem. Finále tak mělo stejné složení jako předchozí ročník a opět z něho vyšel Argentinec vítězně po vyrovnaném třísetovém průběhu.
Federer se stal druhým mužským tenistou otevřené éry tenisu, který se probojoval desetkrát do finále konkrétního turnaje, čímž vyrovnal rekord Argentince Guillerma Vilase..

#### BNP Paribas Masters
Na sklonku října rozehrál poslední událost Masters v pařížské hale Bercy.
Po volném losu neztratil ve druhém a třetím kole BNP Paribas Masters žádný set, když na jeho raketě zůstali dva tenisté z třetí desítky žebříčku, Jihoafričan Kevin Anderson a Němec Philipp Kohlschreiber. První výhra mu definitivně zajistila dvanáctý kariérní start na závěrečné události roku, Turnaji mistrů. Ve čtvrtfinále oplatil, ani ne týden starou, porážku světové pětce del Potrovi. Jednalo se o teprve druhé sezónní vítězství nad hráčem první světové desítky, a to od lednové výhry nad světovou osmičkou Tsongou. Mezi posledními čtyřmi tenisty však podlehl druhému muži světové klasifikace Novaku Djokovićovi ve třech setech. I přes prohru ve 30. vzájemném zápasu dvojice, držel těsnou aktivní bilanci výher 16–14.

#### Barclays ATP World Tour Finals

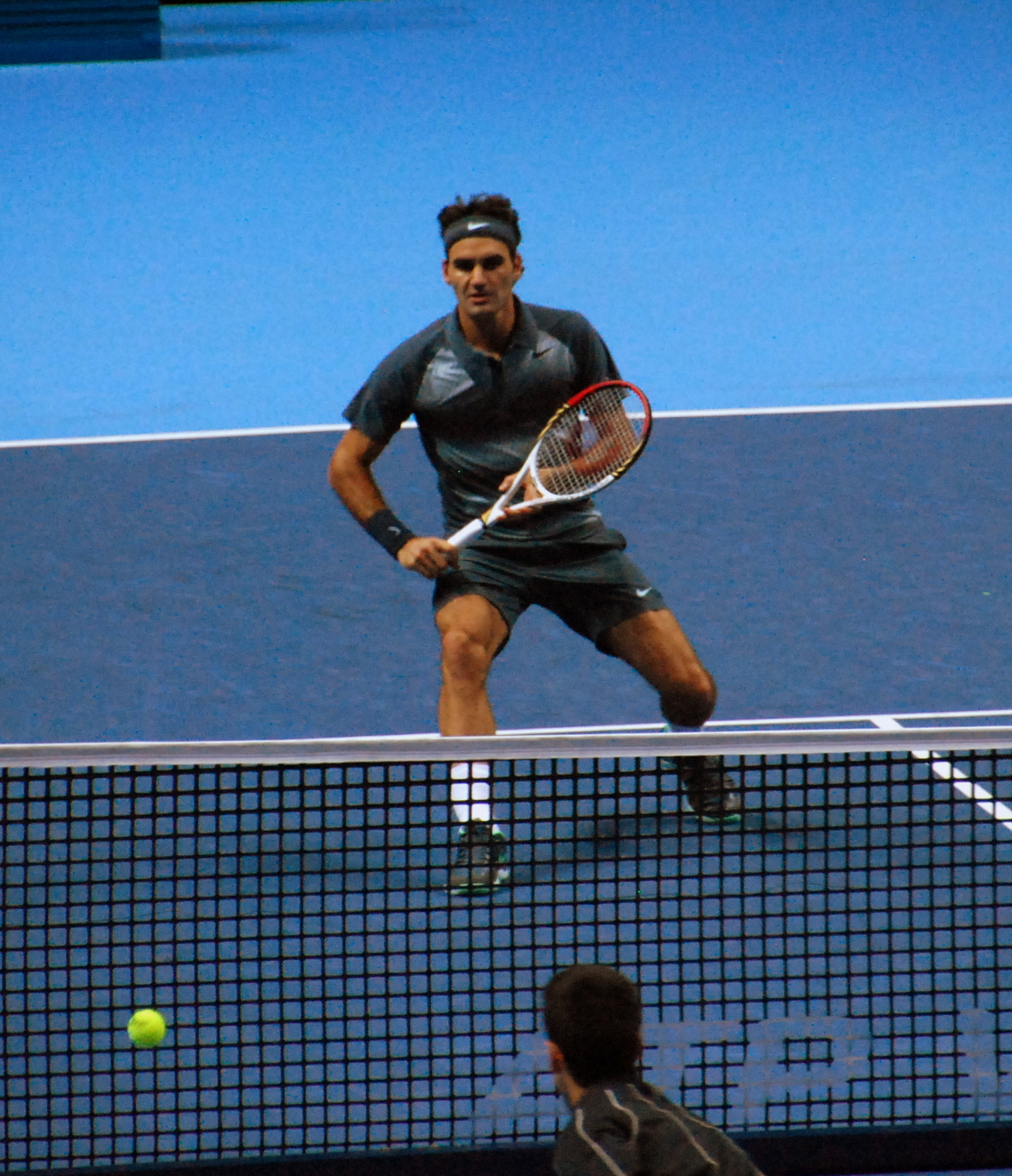
Federer při náběhu na síť na Turnaji mistrů proti Djokovićovi

Z šesté pozice žebříčku ATP Emirates se kvalifikoval na londýnský Turnaj mistrů – Barclays ATP World Tour Finals. Ve skupině B se střetl s druhým nasazeným Novakem Djokovićem, čtvrtým Juanem Martínem del Potrem a osmým Richardem Gasquetem. Dvanáctou turnajovou účastí v řadě vyrovnal rekord Čechoameričana Ivana Lendla, a celkově se v počtu startů na závěrečné události roku zařadil na druhé místo.
V úvodu byl Asociací tenisových profesionálů pojedenácté za sebou vyhlášen v anketě fanoušků nejoblíbenějším tenistou na okruhu, podruhé se stal humanitářem roku (Cena Arthura Ashe za lidský čin) a podeváté jej hráči zvolili na Cenu Stefana Edberga za sportovní chování.
Přes úvodní porážku s Djokovićem, si pojedenácté za sebou zajistil účast v semifinále, když zbylé dvě utkání s del Potrem a Gasquetem vyhrál. Navýšil tím absolutní rekord vítězných zápasů na turnaji na čtyřicet čtyři. Mezi poslední čtyřkou tenistů byla však počtvrté v roce nad jeho síly světová jednička Rafael Nadal. Výsledný zisk 400 bodů znamenal, že poprvé v kariéře sezónu zakončí na 6. místě.

## Přehled utkání

### Dvouhra: 62 (45–17)
| Turnaj | utkání | fáze    | soupeř                | ATP | stav   | výsledek                          |
| Australian Open Melbourne, Austrálie Grand Slam tvrdý, venku 14.–27. ledna 2013                                                | 1077.  | 1. kolo | Benoît Paire          | 46  | výhra  | 6–2, 6–4, 6–1                     |
| Australian Open Melbourne, Austrálie Grand Slam tvrdý, venku 14.–27. ledna 2013                                                | 1078.  | 2. kolo | Nikolaj Davyděnko     | 40  | výhra  | 6–3, 6–4, 6–4                     |
| Australian Open Melbourne, Austrálie Grand Slam tvrdý, venku 14.–27. ledna 2013                                                | 1079.  | 3. kolo | Bernard Tomic         | 42  | výhra  | 6–4, 7–6(7–5), 6–1                |
| Australian Open Melbourne, Austrálie Grand Slam tvrdý, venku 14.–27. ledna 2013                                                | 1080.  | 4. kolo | Milos Raonic          | 15  | výhra  | 6–4, 7–6(7–4), 6–2                |
| Australian Open Melbourne, Austrálie Grand Slam tvrdý, venku 14.–27. ledna 2013                                                | 1081.  | ČF      | Jo-Wilfried Tsonga    | 8   | výhra  | 7–6(7–4), 4–6, 7–6(7–4), 3–6, 6–3 |
| Australian Open Melbourne, Austrálie Grand Slam tvrdý, venku 14.–27. ledna 2013                                                | 1082.  | SF      | Andy Murray           | 3   | prohra | 4–6, 7–6(7–5), 3–6, 7–6(7–2), 2–6 |
| ABN AMRO World Tennis Tournament Rotterdam, Nizozemsko ATP World Tour 500 tvrdý, hala 11.–17. února 2013                       | 1083.  | 1. kolo | Grega Žemlja          | 64  | výhra  | 6–3, 6–1                          |
| ABN AMRO World Tennis Tournament Rotterdam, Nizozemsko ATP World Tour 500 tvrdý, hala 11.–17. února 2013                       | 1084.  | 2. kolo | Thiemo de Bakker      | 123 | výhra  | 6–3, 6–4                          |
| ABN AMRO World Tennis Tournament Rotterdam, Nizozemsko ATP World Tour 500 tvrdý, hala 11.–17. února 2013                       | 1085.  | ČF      | Julien Benneteau      | 39  | prohra | 3–6, 5–7                          |
| Dubai Duty Free Tennis Championships Dubaj, Spojené arabské emiráty ATP World Tour 500 tvrdý, venku 25. února – 2. března 2013 | 1086.  | 1. kolo | Malek Džazírí         | 128 | výhra  | 5–7, 6–0, 6–2                     |
| Dubai Duty Free Tennis Championships Dubaj, Spojené arabské emiráty ATP World Tour 500 tvrdý, venku 25. února – 2. března 2013 | 1087.  | 2. kolo | Marcel Granollers     | 34  | výhra  | 6–3, 6–4                          |
| Dubai Duty Free Tennis Championships Dubaj, Spojené arabské emiráty ATP World Tour 500 tvrdý, venku 25. února – 2. března 2013 | 1088.  | ČF      | Nikolaj Davyděnko     | 46  | výhra  | 6–2, 6–2                          |
| Dubai Duty Free Tennis Championships Dubaj, Spojené arabské emiráty ATP World Tour 500 tvrdý, venku 25. února – 2. března 2013 | 1089.  | SF      | Tomáš Berdych         | 6   | prohra | 6–3, 6–7(8–10), 4–6               |
| BNP Paribas Open Indian Wells, Spojené státy ATP World Tour Masters 1000 tvrdý, venku 4.–17. března 2013                       | –      | 1. kolo | volný los             |     |        |                                   |
| BNP Paribas Open Indian Wells, Spojené státy ATP World Tour Masters 1000 tvrdý, venku 4.–17. března 2013                       | 1090.  | 2. kolo | Denis Istomin         | 43  | výhra  | 6–2, 6–3                          |
| BNP Paribas Open Indian Wells, Spojené státy ATP World Tour Masters 1000 tvrdý, venku 4.–17. března 2013                       | 1091.  | 3. kolo | Ivan Dodig            | 60  | výhra  | 6–3, 6–1                          |
| BNP Paribas Open Indian Wells, Spojené státy ATP World Tour Masters 1000 tvrdý, venku 4.–17. března 2013                       | 1092.  | 4. kolo | Stanislas Wawrinka    | 18  | výhra  | 6–3, 6–7(4–7), 7–5                |
| BNP Paribas Open Indian Wells, Spojené státy ATP World Tour Masters 1000 tvrdý, venku 4.–17. března 2013                       | 1093.  | ČF      | Rafael Nadal          | 5   | prohra | 4–6, 2–6                          |
| Mutua Madrid Open Madrid, Španělsko ATP World Tour Masters 1000 antuka, venku 7.–13. května 2013                               | –      | 1. kolo | volný los             |     |        |                                   |
| Mutua Madrid Open Madrid, Španělsko ATP World Tour Masters 1000 antuka, venku 7.–13. května 2013                               | 1094.  | 2. kolo | Radek Štěpánek        | 48  | výhra  | 6–3, 6–3                          |
| Mutua Madrid Open Madrid, Španělsko ATP World Tour Masters 1000 antuka, venku 7.–13. května 2013                               | 1095.  | 3. kolo | Kei Nišikori          | 16  | prohra | 4–6, 6–1, 2–6                     |
| Internazionali BNL d'Italia Řím, Itálie ATP World Tour Masters 1000 antuka, venku 13.–19. května 2013                          | –      | 1. kolo | volný los             |     |        |                                   |
| Internazionali BNL d'Italia Řím, Itálie ATP World Tour Masters 1000 antuka, venku 13.–19. května 2013                          | 1096.  | 2. kolo | Potito Starace        | 293 | výhra  | 6–1, 6–2                          |
| Internazionali BNL d'Italia Řím, Itálie ATP World Tour Masters 1000 antuka, venku 13.–19. května 2013                          | 1097.  | 3. kolo | Gilles Simon          | 17  | výhra  | 6–1, 6–2                          |
| Internazionali BNL d'Italia Řím, Itálie ATP World Tour Masters 1000 antuka, venku 13.–19. května 2013                          | 1098.  | ČF      | Jerzy Janowicz        | 24  | výhra  | 6–4, 7–6(7–2)                     |
| Internazionali BNL d'Italia Řím, Itálie ATP World Tour Masters 1000 antuka, venku 13.–19. května 2013                          | 1099.  | SF      | Benoît Paire          | 36  | výhra  | 7–6(7–5), 6–4                     |
| Internazionali BNL d'Italia Řím, Itálie ATP World Tour Masters 1000 antuka, venku 13.–19. května 2013                          | 1100.  | finále  | Rafael Nadal          | 5   | prohra | 1–6, 3–6                          |
| French Open Paříž, Francie Grand Slam antuka, venku 27. května – 9. června 2013                                                | 1101.  | 1. kolo | Pablo Carreño-Busta   | 164 | výhra  | 6–2, 6–2, 6–3                     |
| French Open Paříž, Francie Grand Slam antuka, venku 27. května – 9. června 2013                                                | 1102.  | 2. kolo | Somdev Devvarman      | 188 | výhra  | 6–2, 6–1, 6–1                     |
| French Open Paříž, Francie Grand Slam antuka, venku 27. května – 9. června 2013                                                | 1103.  | 3. kolo | Julien Benneteau      | 32  | výhra  | 6–3, 6–4, 7–5                     |
| French Open Paříž, Francie Grand Slam antuka, venku 27. května – 9. června 2013                                                | 1104.  | 4. kolo | Gilles Simon          | 18  | výhra  | 6–1, 4–6, 2–6, 6–2, 6–3           |
| French Open Paříž, Francie Grand Slam antuka, venku 27. května – 9. června 2013                                                | 1105.  | ČF      | Jo-Wilfried Tsonga    | 8   | prohra | 5–7, 3–6, 3–6                     |
| Gerry Weber Open Halle, Německo ATP World Tour 250 tráva, venku 10.–16. června 2013                                            | –      | 1. kolo | volný los             |     |        |                                   |
| Gerry Weber Open Halle, Německo ATP World Tour 250 tráva, venku 10.–16. června 2013                                            | 1106.  | 2. kolo | Cedrik-Marcel Stebe   | 166 | výhra  | 6–3, 6–3                          |
| Gerry Weber Open Halle, Německo ATP World Tour 250 tráva, venku 10.–16. června 2013                                            | 1107.  | ČF      | Mischa Zverev         | 156 | výhra  | 6–0, 6–0                          |
| Gerry Weber Open Halle, Německo ATP World Tour 250 tráva, venku 10.–16. června 2013                                            | 1108.  | SF      | Tommy Haas            | 11  | výhra  | 3–6, 6–3, 6–4                     |
| Gerry Weber Open Halle, Německo ATP World Tour 250 tráva, venku 10.–16. června 2013                                            | 1109.  | finále  | Michail Južnyj        | 29  | vítěz  | 6–7(5–7), 6–3, 6–4                |
| Wimbledon Londýn, Spojené království Grand Slam tráva, venku 24. června – 7. července 2013                                     | 1110.  | 1. kolo | Victor Hănescu        | 47  | výhra  | 6–3, 6–2, 6–0                     |
| Wimbledon Londýn, Spojené království Grand Slam tráva, venku 24. června – 7. července 2013                                     | 1111.  | 2. kolo | Serhij Stachovskyj    | 116 | prohra | 7–6(7–5), 6–7(5–7), 5–7, 6–7(5–7) |
| bet-at-home Open – German Tennis Championships Hamburk, Německo ATP World Tour 500 antuka, venku 15.–21. července 2013         | –      | 1. kolo | volný los             |     |        |                                   |
| bet-at-home Open – German Tennis Championships Hamburk, Německo ATP World Tour 500 antuka, venku 15.–21. července 2013         | 1112.  | 2. kolo | Daniel Brands         | 58  | výhra  | 3–6, 6–3, 6–2                     |
| bet-at-home Open – German Tennis Championships Hamburk, Německo ATP World Tour 500 antuka, venku 15.–21. července 2013         | 1113.  | 3. kolo | Jan Hájek             | 140 | výhra  | 6–4, 6–3                          |
| bet-at-home Open – German Tennis Championships Hamburk, Německo ATP World Tour 500 antuka, venku 15.–21. července 2013         | 1114.  | ČF      | Florian Mayer         | 45  | výhra  | 7–6(7–4), 3–6, 7–5                |
| bet-at-home Open – German Tennis Championships Hamburk, Německo ATP World Tour 500 antuka, venku 15.–21. července 2013         | 1115.  | SF      | Federico Delbonis     | 114 | prohra | 6–7(7–9), 6–7(4–7)                |
| Crédit Agricole Suisse Open Gstaad Gstaad, Švýcarsko ATP World Tour 250 antuka, venku 22.–28. července 2013                    | –      | 1. kolo | volný los             |     |        |                                   |
| Crédit Agricole Suisse Open Gstaad Gstaad, Švýcarsko ATP World Tour 250 antuka, venku 22.–28. července 2013                    | 1116.  | 2. kolo | Daniel Brands         | 55  | prohra | 3–6, 4–6                          |
| Western & Southern Open Cincinnati, Spojené státy ATP World Tour Masters 1000 tvrdý, venku 12.–16. srpna 2013                  | –      | 1. kolo | volný los             |     |        |                                   |
| Western & Southern Open Cincinnati, Spojené státy ATP World Tour Masters 1000 tvrdý, venku 12.–16. srpna 2013                  | 1117.  | 2. kolo | Philipp Kohlschreiber | 26  | výhra  | 6–3, 7–6(9–7)                     |
| Western & Southern Open Cincinnati, Spojené státy ATP World Tour Masters 1000 tvrdý, venku 12.–16. srpna 2013                  | 1118.  | 3. kolo | Tommy Haas            | 13  | výhra  | 1–6, 7–5, 6–3                     |
| Western & Southern Open Cincinnati, Spojené státy ATP World Tour Masters 1000 tvrdý, venku 12.–16. srpna 2013                  | 1119.  | ČF      | Rafael Nadal          | 3   | prohra | 7–5, 4–6, 3–6                     |
| US Open New York, Spojené státy Grand Slam tvrdý, venku 26. srpna – 8. září 2013                                               | 1120.  | 1. kolo | Grega Žemlja          | 62  | výhra  | 6–3, 6–2, 7–5                     |
| US Open New York, Spojené státy Grand Slam tvrdý, venku 26. srpna – 8. září 2013                                               | 1121.  | 2. kolo | Carlos Berlocq        | 48  | výhra  | 6–3, 6–2, 6–1                     |
| US Open New York, Spojené státy Grand Slam tvrdý, venku 26. srpna – 8. září 2013                                               | 1122.  | 3. kolo | Adrian Mannarino      | 63  | výhra  | 6–3, 6–0, 6–2                     |
| US Open New York, Spojené státy Grand Slam tvrdý, venku 26. srpna – 8. září 2013                                               | 1123.  | 4. kolo | Tommy Robredo         | 22  | prohra | 6–7(3–7), 3–6, 4–6                |
| Shanghai Rolex Masters Šanghaj, ČLR ATP World Tour Masters 1000 tvrdý, venku 7.–13. října 2013                                 | –      | 1. kolo | volný los             |     |        |                                   |
| Shanghai Rolex Masters Šanghaj, ČLR ATP World Tour Masters 1000 tvrdý, venku 7.–13. října 2013                                 | 1124.  | 2. kolo | Andreas Seppi         | 22  | výhra  | 6–4, 6–3                          |
| Shanghai Rolex Masters Šanghaj, ČLR ATP World Tour Masters 1000 tvrdý, venku 7.–13. října 2013                                 | 1125.  | 3. kolo | Gaël Monfils          | 42  | prohra | 4–6, 7–6(7–5), 3–6                |
| Swiss Indoors Basel Basilej, Švýcarsko ATP World Tour 500 tvrdý, hala 21.–27. října 2013                                       | 1126.  | 1. kolo | Adrian Mannarino      | 62  | výhra  | 6–4, 6–2                          |
| Swiss Indoors Basel Basilej, Švýcarsko ATP World Tour 500 tvrdý, hala 21.–27. října 2013                                       | 1127.  | 2. kolo | Denis Istomin         | 48  | výhra  | 4–6, 6–3, 6–2                     |
| Swiss Indoors Basel Basilej, Švýcarsko ATP World Tour 500 tvrdý, hala 21.–27. října 2013                                       | 1128.  | ČF      | Grigor Dimitrov       | 22  | výhra  | 6–3, 7–6(7–2)                     |
| Swiss Indoors Basel Basilej, Švýcarsko ATP World Tour 500 tvrdý, hala 21.–27. října 2013                                       | 1129.  | SF      | Vasek Pospisil        | 40  | výhra  | 6–3, 6–7(3–7), 7–5                |
| Swiss Indoors Basel Basilej, Švýcarsko ATP World Tour 500 tvrdý, hala 21.–27. října 2013                                       | 1130.  | finále  | Juan Martín del Potro | 5   | prohra | 6–7(3–7), 6–2, 4–6                |
| BNP Paribas Masters Paříž, Francie ATP World Tour Masters 1000 tvrdý, hala 28. října – 3. listopadu 2013                       | –      | 1. kolo | volný los             |     |        |                                   |
| BNP Paribas Masters Paříž, Francie ATP World Tour Masters 1000 tvrdý, hala 28. října – 3. listopadu 2013                       | 1131.  | 2. kolo | Kevin Anderson        | 21  | výhra  | 6–4, 6–4                          |
| BNP Paribas Masters Paříž, Francie ATP World Tour Masters 1000 tvrdý, hala 28. října – 3. listopadu 2013                       | 1132.  | 3. kolo | Philipp Kohlschreiber | 23  | výhra  | 6–3, 6–4                          |
| BNP Paribas Masters Paříž, Francie ATP World Tour Masters 1000 tvrdý, hala 28. října – 3. listopadu 2013                       | 1133.  | ČF      | Juan Martín del Potro | 5   | výhra  | 6–3, 4–6, 6–3                     |
| BNP Paribas Masters Paříž, Francie ATP World Tour Masters 1000 tvrdý, hala 28. října – 3. listopadu 2013                       | 1134.  | SF      | Novak Djoković        | 2   | prohra | 6–4, 3–6, 2–6                     |
| Barclays ATP World Tour Finals Londýn, Spojené království ATP World Tour Finals tvrdý, hala 4.–11. listopadu 2013              | 1135.  | ZS      | Novak Djoković        | 2   | prohra | 4–6, 7–6(7–2), 2–6                |
| Barclays ATP World Tour Finals Londýn, Spojené království ATP World Tour Finals tvrdý, hala 4.–11. listopadu 2013              | 1136.  | ZS      | Richard Gasquet       | 9   | výhra  | 6–4, 6–3                          |
| Barclays ATP World Tour Finals Londýn, Spojené království ATP World Tour Finals tvrdý, hala 4.–11. listopadu 2013              | 1137.  | ZS      | Juan Martín del Potro | 5   | výhra  | 4–6, 7–6(7–2), 7–5                |
| Barclays ATP World Tour Finals Londýn, Spojené království ATP World Tour Finals tvrdý, hala 4.–11. listopadu 2013              | 1138.  | SF      | Rafael Nadal          | 1   | prohra | 5–7, 3–6                          |
| ČF – čtvrtfinále, SF – semifinále, ZS – základní skupina, ATP – postavení na žebříčku ATP                                      |        |         |                       |     |        |                                   |

### Čtyřhra: 3 (1–2)
| Turnaj                                                                                         | utkání | fáze    | spoluhráč  | soupeři                          | ATP     | stav   | výsledek         |
| Gerry Weber Open Halle, Německo ATP World Tour 250 tráva, venku 10.–16. června 2013            | 201.   | 1. kolo | Tommy Haas | Jürgen Melzer Philipp Petzschner | 33 50   | prohra | 6–7(3–7), 4–6    |
| Shanghai Rolex Masters Šanghaj, ČLR ATP World Tour Masters 1000 tvrdý, venku 7.–13. října 2013 | 202.   | 1. kolo | Ce Čang    | Kevin Anderson Dmitrij Tursunov  | 150 156 | výhra  | 6–2, 6–1         |
| Shanghai Rolex Masters Šanghaj, ČLR ATP World Tour Masters 1000 tvrdý, venku 7.–13. října 2013 | 203.   | 2. kolo | Ce Čang    | Ivan Dodig Marcelo Melo          | 19 11   | prohra | 1–6, 6–1, [8–10] |
| ATP – postavení na žebříčku ATP                                                                |        |         |            |                                  |         |        |                  |

## Přehled finále
| Legenda                     |
| Grand Slam (0–0)            |
| ATP World Tour Finals (0–0) |
| ATP Masters Series (0–1 D)  |
| ATP World Tour 500 (0–1 D)  |
| ATP World Tour 250 (1–0 D)  |
| D – dvouhra; Č – čtyřhra    |

| Finále dle povrchu |
| ------------------ |
| tvrdý (0–1 D)      |
| antuka (0–1 D)     |
| tráva (1–0 D)      |

| Finále dle místa |
| ---------------- |
| venku (1–1 D)    |
| hala (0–1 D)     |

### Dvouhra: 3 (1–2)
| stav      | č.  | datum           | turnaj             | povrch    | soupeř ve finále      | výsledek           |
| --------- | --- | --------------- | ------------------ | --------- | --------------------- | ------------------ |
| Finalista | 35. | 19. května 2013 | Řím, Itálie        | antuka    | Rafael Nadal          | 1–6, 3–6           |
| Vítěz     | 77. | 16. června 2013 | Halle, Německo (6) | tráva     | Michail Južnyj        | 6–7(5–7), 6–3, 6–4 |
| Finalista | 36. | 27. října 2013  | Basilej, Švýcarsko | tvrdý (h) | Juan Martín del Potro | 6–7(3–7), 6–2, 4–6 |

## Finanční odměny
| turnaj                                         | turnaj                                         | finanční odměna | celkem      |
| ---------------------------------------------- | ---------------------------------------------- | --------------- | ----------- |
| Australian Open                                | Australian Open                                | A$500 000       | $526 650    |
| ABN AMRO World Tennis Tournament               | ABN AMRO World Tennis Tournament               | €31 440         | $568 656    |
| Dubai Duty Free Tennis Championships           | Dubai Duty Free Tennis Championships           | $91 750         | $660 406    |
| BNP Paribas Open                               | BNP Paribas Open                               | $104 000        | $764 406    |
| Mutua Madrid Open                              | Mutua Madrid Open                              | €41 610         | $818 970    |
| Internazionali BNL d'Italia                    | Internazionali BNL d'Italia                    | €246 000        | $1 138 425  |
| French Open                                    | French Open                                    | €190 000        | $1 384 057  |
| Gerry Weber Open(z toho čtyřhra €1 790)        | Gerry Weber Open(z toho čtyřhra €1 790)        | €125 190        | $1 549 495  |
| Wimbledon                                      | Wimbledon                                      | £38 000         | $1 608 069  |
| bet-at-home Open – German Tennis Championships | bet-at-home Open – German Tennis Championships | €53 340         | $1 677 752  |
| Crédit Agricole Suisse Open Gstaad             | Crédit Agricole Suisse Open Gstaad             | €7 100          | $1 687 081  |
| Western & Southern Open                        | Western & Southern Open                        | $73 255         | $1 760 336  |
| US Open                                        | US Open                                        | $165 000        | $1 925 336  |
| Shanghai Rolex Masters(z toho čtyřhra $7 360)  | Shanghai Rolex Masters(z toho čtyřhra $7 360)  | $54 910         | $1 980 246  |
| Swiss Indoors Basel                            | Swiss Indoors Basel                            | €156 800        | $2 194 811  |
| BNP Paribas Masters                            | BNP Paribas Masters                            | €128 850        | $2 372 637  |
| Barclays ATP World Tour Finals                 | Barclays ATP World Tour Finals                 | $426 000        | $2 798 637  |
| prémie                                         | prémie                                         | $405 000        | $3 203 637  |
| Přehled                                        | výdělek v sezóně                               |                 | $3 203 637  |
| Přehled                                        | výdělek v kariéře                              |                 | $79 218 415 |
| kurziva – turnajový titul                      |                                                |                 |             |

## Vzájemný poměr utkání
Roger Federer v sezóně 2013 zaznamenal singlový poměr výher a proher 45–17 (72,58 %), z toho měl proti hráčům první světové desítky (kteří byli její součástí v době zápasu) bilanci 4–10 (28,57 %). Níže je uveden vzájemný poměr utkání vůči jednotlivým soupeřům:
- Nikolaj Davyděnko 2–0
- Tommy Haas 2–0
- Denis Istomin 2–0
- Philipp Kohlschreiber 2–0
- Adrian Mannarino 2–0
- Benoît Paire 2–0
- Gilles Simon 2–0
- Grega Žemlja 2–0
- Juan Martín del Potro 2–1
- Kevin Anderson 1–0
- Thiemo de Bakker 1–0
- Carlos Berlocq 1–0
- Pablo Carreño-Busta 1–0
- Somdev Devvarman 1–0
- Grigor Dimitrov 1–0
- Ivan Dodig 1–0
- Richard Gasquet 1–0
- Marcel Granollers 1–0
- Jan Hájek 1–0
- Victor Hănescu 1–0
- Jerzy Janowicz 1–0
- Malek Džazírí 1–0
- Florian Mayer 1–0
- Vasek Pospisil 1–0
- Milos Raonic 1–0
- Andreas Seppi 1–0
- Potito Starace 1–0
- Cedrik-Marcel Stebe 1–0
- Radek Štěpánek 1–0
- Bernard Tomic 1–0
- Stanislas Wawrinka 1–0
- Michail Južnyj 1–0
- Mischa Zverev 1–0
- Julien Benneteau 1–1
- Daniel Brands 1–1
- Jo-Wilfried Tsonga 1–1
- Tomáš Berdych 0–1
- Federico Delbonis 0–1
- Gaël Monfils 0–1
- Andy Murray 0–1
- Kei Nišikori 0–1
- Tommy Robredo 0–1
- Serhij Stachovskyj 0–1
- Novak Djoković 0–2
- Rafael Nadal 0–4